# Cantó de Saint-Philippe
El cantó de Saint-Philippe és un cantó de l'illa de la Reunió, regió d'ultramar francesa de l'oceà Índic. Correspon a la comuna de Saint-Philippe.

## Història
| Data d'elecció | Identitat     | Partit |
| -------------- | ------------- | ------ |
| 2004 -         | Hugues Salvan |        |